# Lycaste lasioglossa
Lycaste lasioglossa là một loài terrestrial lan bản địa của México, Honduras, Guatemala và El Salvador.

## Hình ảnh

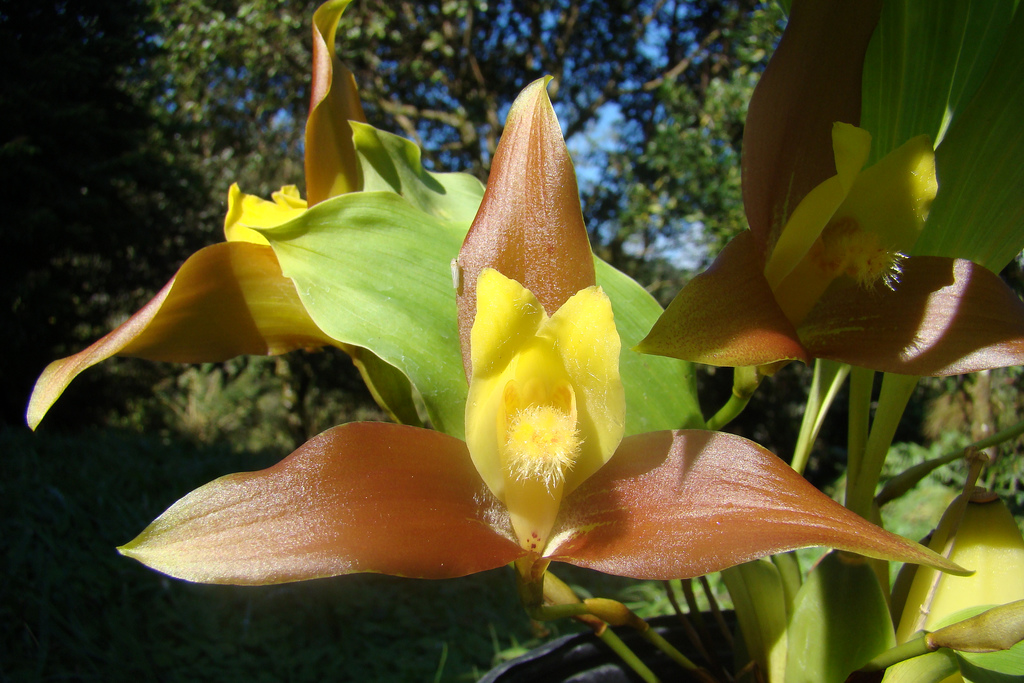